# Catharine Stolberg

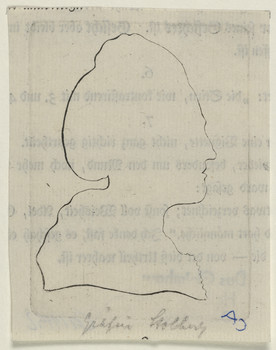
Catharine Stolberg

Henriette Catharine Stolberg, född 5 december 1751 i Bad Bramstedt, död 22 februari 1832 i Peterswaldau, provinsen Schlesien, var en dansk-tysk grevinna och författare.
Catharine Stolberg var dotter till överhovmästaren och greven Christian Günther Stolberg (1714–1765) och Christiane Charlotte Friedrike Castell-Remlingen (1722–1773). Hon föddes i Bad Bramstedt i Holstein men växte från fem års ålder upp i Köpenhamn och Hørsholm slott, där fadern var hovchef hos änkedrottningen Sofia Magdalena. Familjen bestod av tolv barn, varav bröderna Christian Stolberg och Frederik Leopold Stolberg blev kända diktare. Till skillnad från sina bröder fick Catharine Stolberg ingen sammanhängande utbildning och läsning av nöjeslitteratur förbjöds av modern, som var varmt religiös. Genom sina bröder fick dock ändå en gedigen bildning inom litteratur. Likt dem kom hon att författa många dikter, som dock aldrig blev publicerade. Hon fick sitt skådespel Moses publicerat 1788 och senare berättelserna Rosalia och Emma. Till hennes litterära verk räknas också hennes biografi och hennes många brevväxlingar med släkt och vänner. Likt brodern Frederik Leopold drabbades hon av religiösa tvivel och konverterade för en kort tid katolicismen innan hon återgick till den lutherska läran. Från 1774 var hon stiftdam i Vallø stift.
1806 inledde Stolberg ett förhållande med det fjorton år äldre legationsrådet Gottlob Friedrich Ernst Schønborn. Detta förhållande varade till den senares död 1817. De bodde hos paret Fritz och Julie Reventlow på Emkendorf, Holsten.